# Naetrocymbe fuliginea
Naetrocymbe fuliginea är en svampart som beskrevs av Körb. 1865. Naetrocymbe fuliginea ingår i släktet Naetrocymbe och familjen Coccodiniaceae.   Inga underarter finns listade i Catalogue of Life.